# Землемер
Землемер — должность техника или инженера, снимающего планы земельных участков.
Также — землеустроитель, геодезист, топограф, межевщик, таксатор.

## В Российской империи

### История
До Петра I лица, занимавшиеся «описанием и изображением земель», назывались писцами, также описчиками, дозорщиками; деятельность их определялась особыми писцовыми наказами, из которых первый был издан в 1555 году, а последний — в 1684 году. В инструкции генерального межевания 1754 года правительственные агенты, посланные для размежевания и съемки земель, названы межевщиками. Название землемера официально установлено межевой инструкцией, изданной в 1766 году.

### Законодательство
В межевых законах Российской империи (Свод законов Российской империи, 3 часть X том) были установлены должности землемеров в губерниях и областях: губернские и областные землемеры заведовали губернской чертёжной и входили в состав Губернского правления на правах членов; в некоторых губернских городах существовали помощники землемеров; в каждом уезде были уездные землемеры. При Межевой канцелярии состояли старшие и младшие землемеры 1 и 2 разрядов, а также старшие и младшие землемерные помощники.
Землемеры Межевого ведомства состояли в ведении Министерства юстиции.
При Министерстве земледелия и государственных имуществ существовали схожие по обязанностям должности съёмщиков: старших топографов, топографов, старших межевщиков и межевщиков.
Должности землемеров и старших и младших межевщиков существовали также при Главном управлении уделов.

### Военные топографы
Съёмки военного ведомства производились офицерами-топографами и классными топографами, состоявшими при военно-топографическом отделе Главного штаба Русской императорской армии.

### Образование
Образование землемеры получали в основном в Константиновском межевом институте. Среднее геодезическое образование давали землемерные училища.
Съёмщиками могли становиться лица, не окончившие специальных межевых учебных заведений, но сдавшие специальный экзамен.
Военные топографы получали образование в основном в Военно-топографическом училище в Санкт-Петербурге.

## Галерея
- Кадет и обер-офицер топографы в Финляндском княжестве России, 1817 — 1819 годы.
- Штаб-офицер Корпуса военных топографов, 1822 — 1825 годы.
- Топограф, 1822 — 1825 годы.

## Пословицы
- Это такой землемер, что подушку из-под головы отмежует!
- Он служит землемером по винной части (валяется пьяный).
- То мор, то землемер во двор.